# Jeremy Kissner
Jeremy James Kissner (Minneapolis, Minnesota, 24 de março de 1985) é um ator norte-americano. Ficou famoso por interpretar o personagem Eric McGorrill na série Resgate Voo 29 da Discovery Kids.

## Filmografia

### Televisão
- Resgate Voo 29
- Melrose
- Plantão Médico
- O Toque de um Anjo

### Filmes
- Grandes Esperanças
- Em Busca de um Sonho